# 哥本哈根大學植物園
哥本哈根大學植物園（丹麥語：Botanisk have）是位於丹麥首都哥本哈根市中心的一座植物園，由哥本哈根大學所有。哥本哈根大學植物園面積10公頃，其歷史開始於1874年。哥本哈根大學植物園也是丹麥自然史博物館的一部分。